# エストニア防衛連盟
エストニア防衛連盟（エストニアぼうえいれんめい、エストニア語：Kaitseliit、英語：Estonian Defence League）は国防省の下で活動する、志願制の国防組織。

## 任務
メンバーの自由意志に基づきエストニアの独立を守る。

## 歴史
- 1918年11月 - 国内の治安維持を目的とした自主的な国防組織として誕生
- 1924年12月 - 共産主義者によるクーデターが発生。国防意識の高まりに伴い、事件の2週間後には法律に基づく組織となった。
- 1925年10月 - 機関誌が『Kaitse Kodu!（家を守ろう！）』の名で創刊
- 1940年6月 - エストニア共和国がソ連に占領される。大統領令により解散。幹部は弾圧の犠牲となった。レジスタンス活動を森の兄弟（エストニア語版）として続ける者もいた。
- 1990年2月 - Järvakandiにて再設立
- 1992年2月 - エストニア国防軍に編入
- 2002年 - スウェーデンの支援により、兵器はNATO規格へ移行

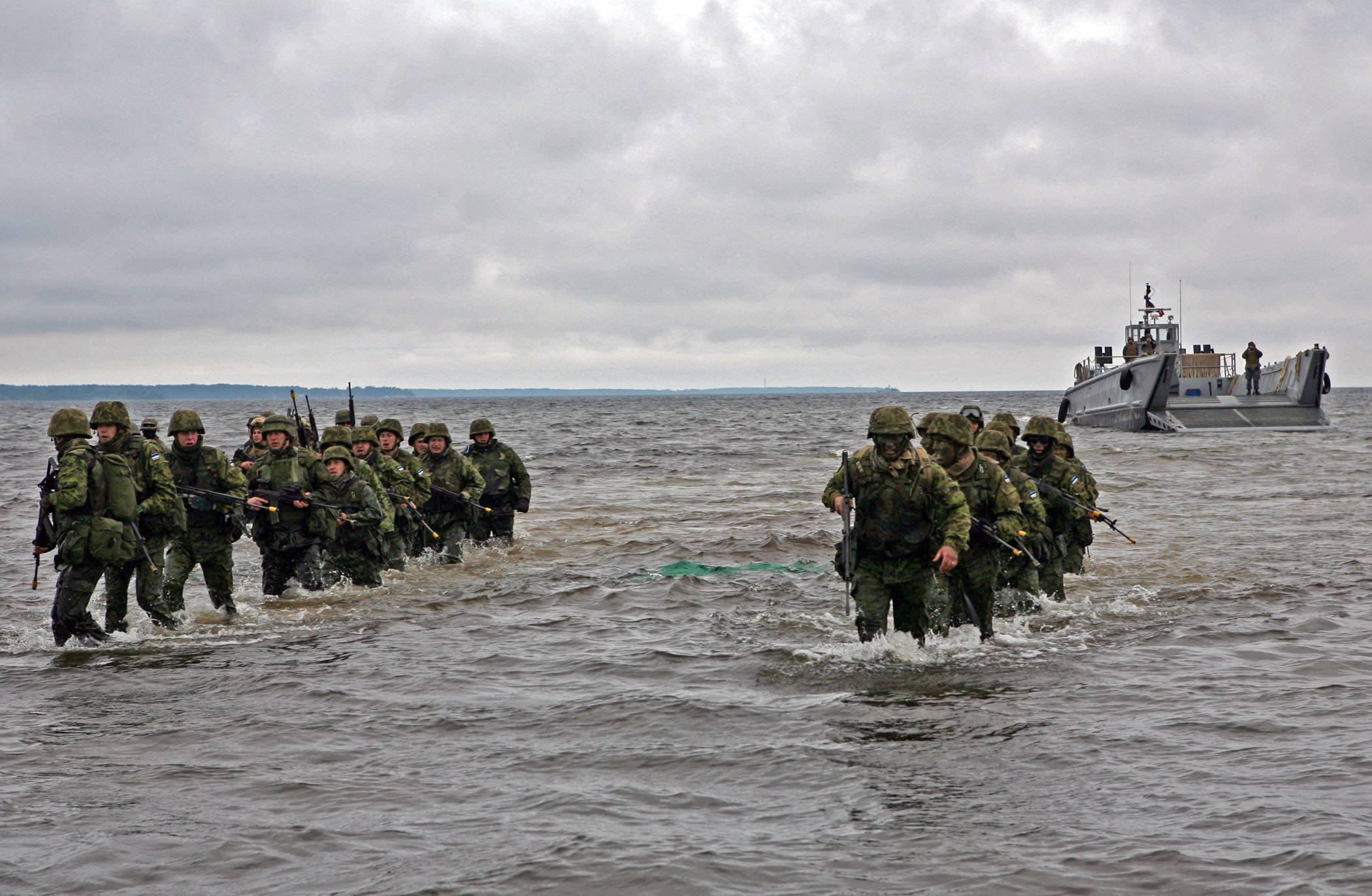
アメリカ海兵隊との合同訓練（2010年）

## 装備

### 小火器
- R20 Rahe
- H&K G3
- ラインメタルMG3
- ブローニングM2重機関銃
- カールグスタフ (無反動砲)

### ミサイル
- FGM-148 ジャベリン

### 車両
- BTR-80（極少数）